# Гамбадска мухоловка
Гамбадска мухоловка (Muscicapa gambagae) е вид птица от семейство Muscicapidae.

## Разпространение
Видът е разпространен в Гана, Гвинея, Джибути, Етиопия, Йемен, Камерун, Демократична република Конго, Кот д'Ивоар, Кения, Либерия, Мали, Нигерия, Саудитска Арабия, Сомалия, Судан, Того, Уганда, Централноафриканската република, Чад и Южен Судан.